# Bricska

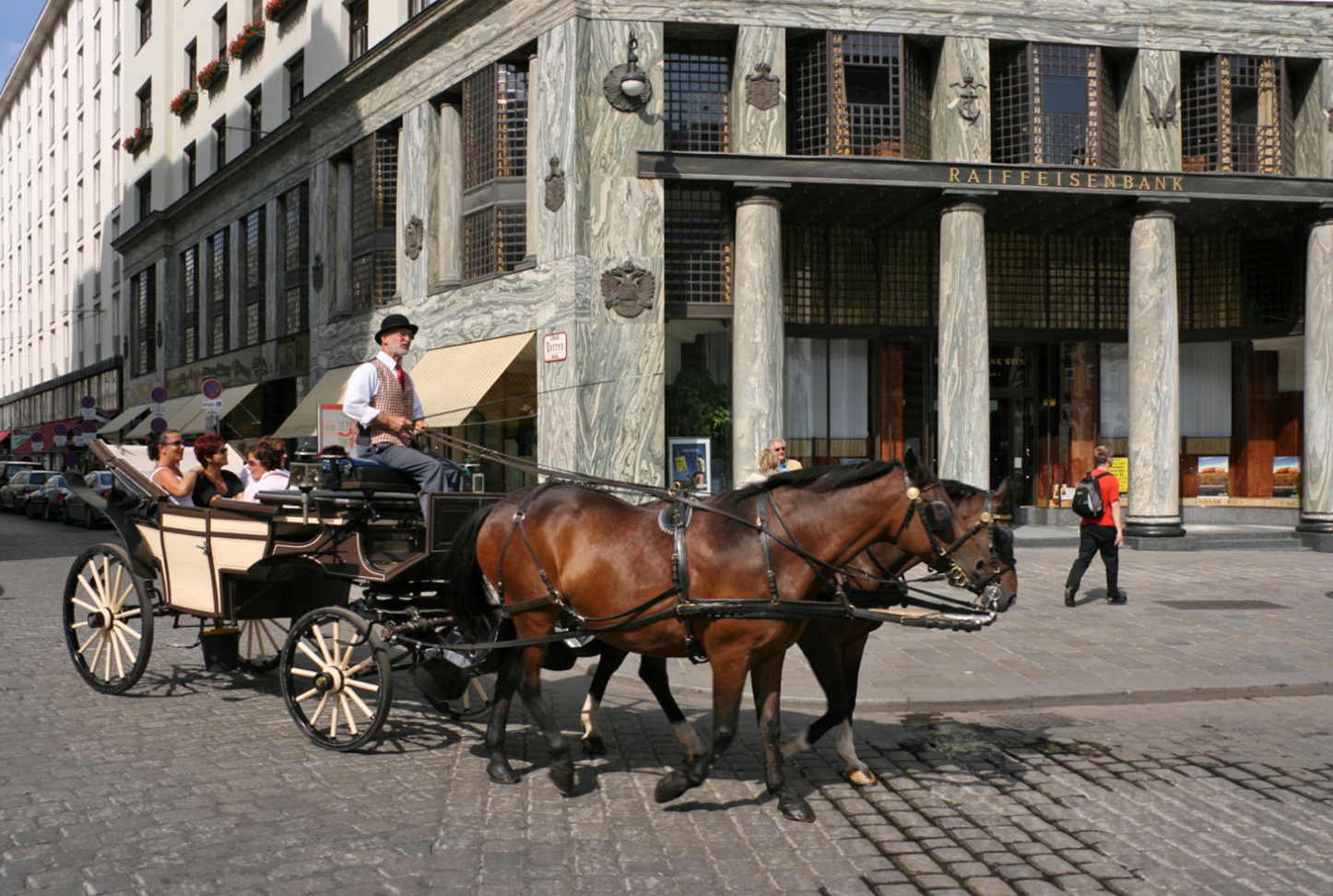
Egy bricska Bécsből

A bricska lengyel eredetű szó (bryczka), könnyű utazókocsit jelent: magyarul a könnyebb parasztszekereket is e néven nevezik. A magyar példányokon is négy személy fért el, beleértve a kocsist is, de nálunk csak rövid utakra használták. Fogatolására Magyarországon két lovat használnak, de vannak a bricskának kétrúdú, ún. ajonca változatai is, amelyekbe egy lovat fognak.